# اشلند جانکشن (ویسکانسین)
اشلند جانکشن (به انگلیسی: Ashland Junction) یک منطقهٔ مسکونی در ایالات متحده آمریکا در ایالت ویسکانسین است که در ایلین واقع شده‌است. اشلند جانکشن ۱۹۹٫۰۴ متر بالاتر از سطح دریا واقع شده‌است.